# 歐洲和地中海文明博物館
歐洲和地中海文明博物館（Mucem: Musée des Civilisations de l'Europe et de la Méditerranée）位于法国马赛，落成于2013年6月7日，作为马赛-普罗旺斯2013的一部分，这一年马赛被指定为欧洲文化之都。
该博物馆的主题是歐洲和地中海文明，建立在海港入口处的填海土地上，毗邻17世纪的圣让堡。

## 照片庫

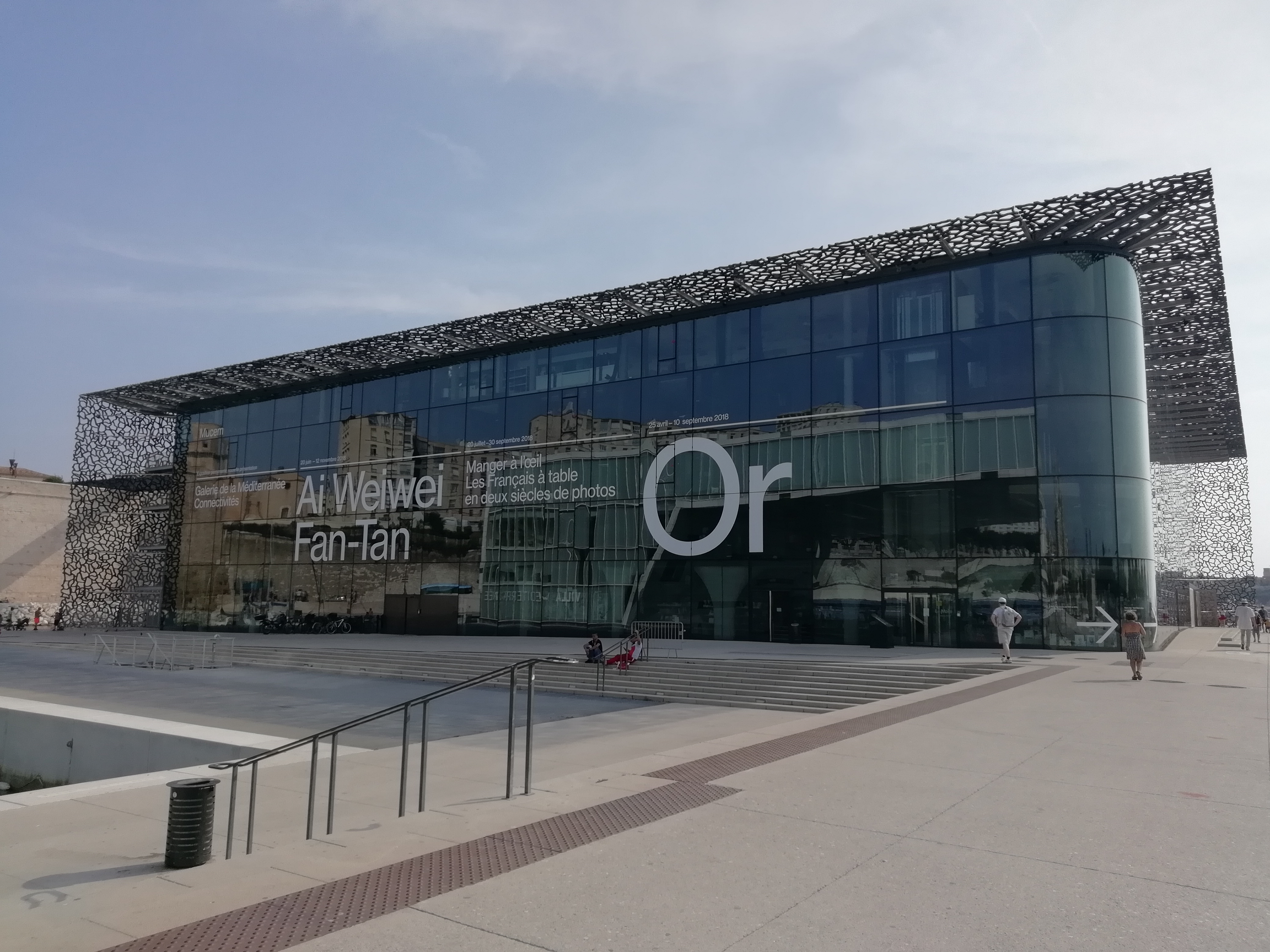
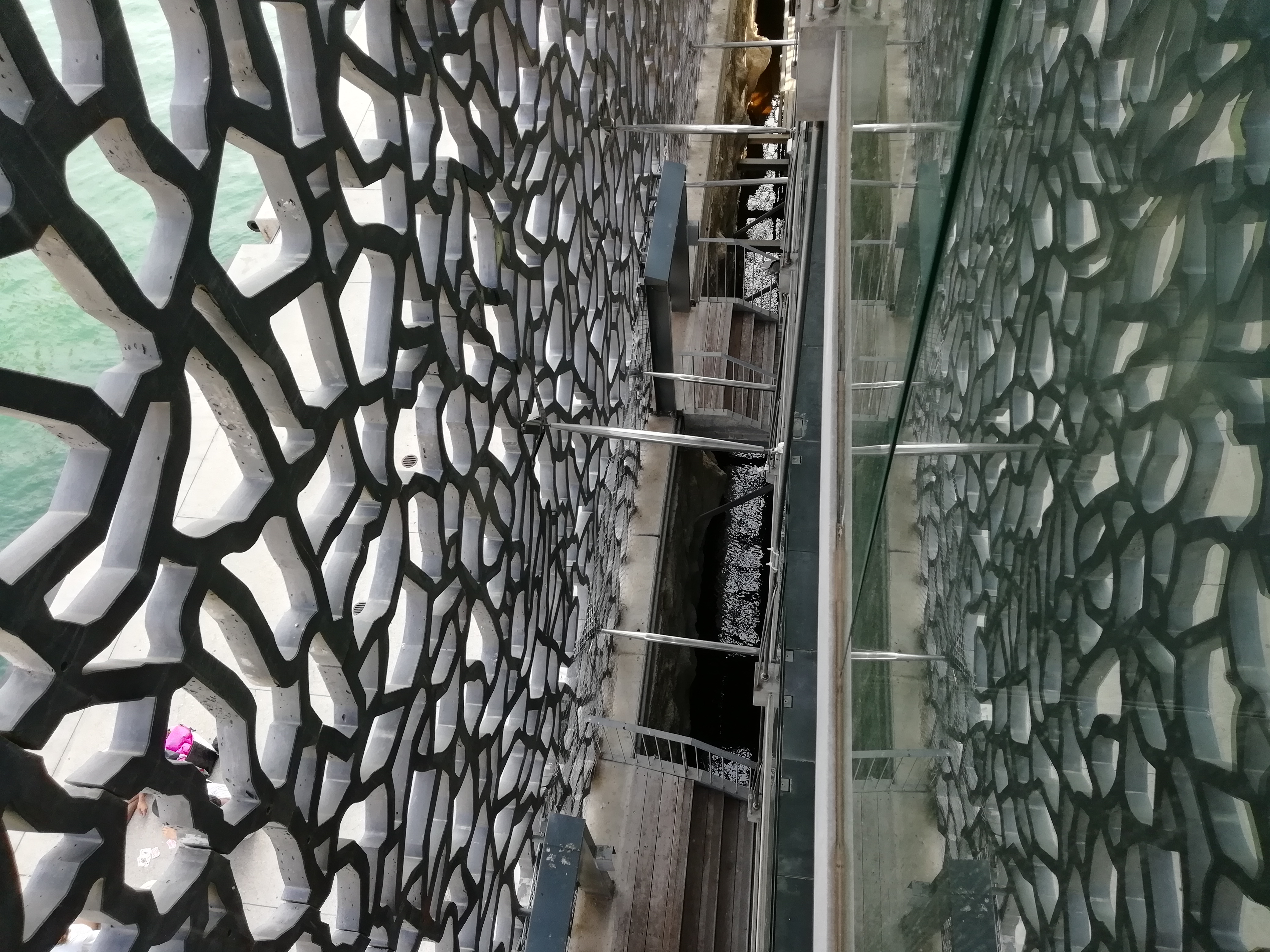
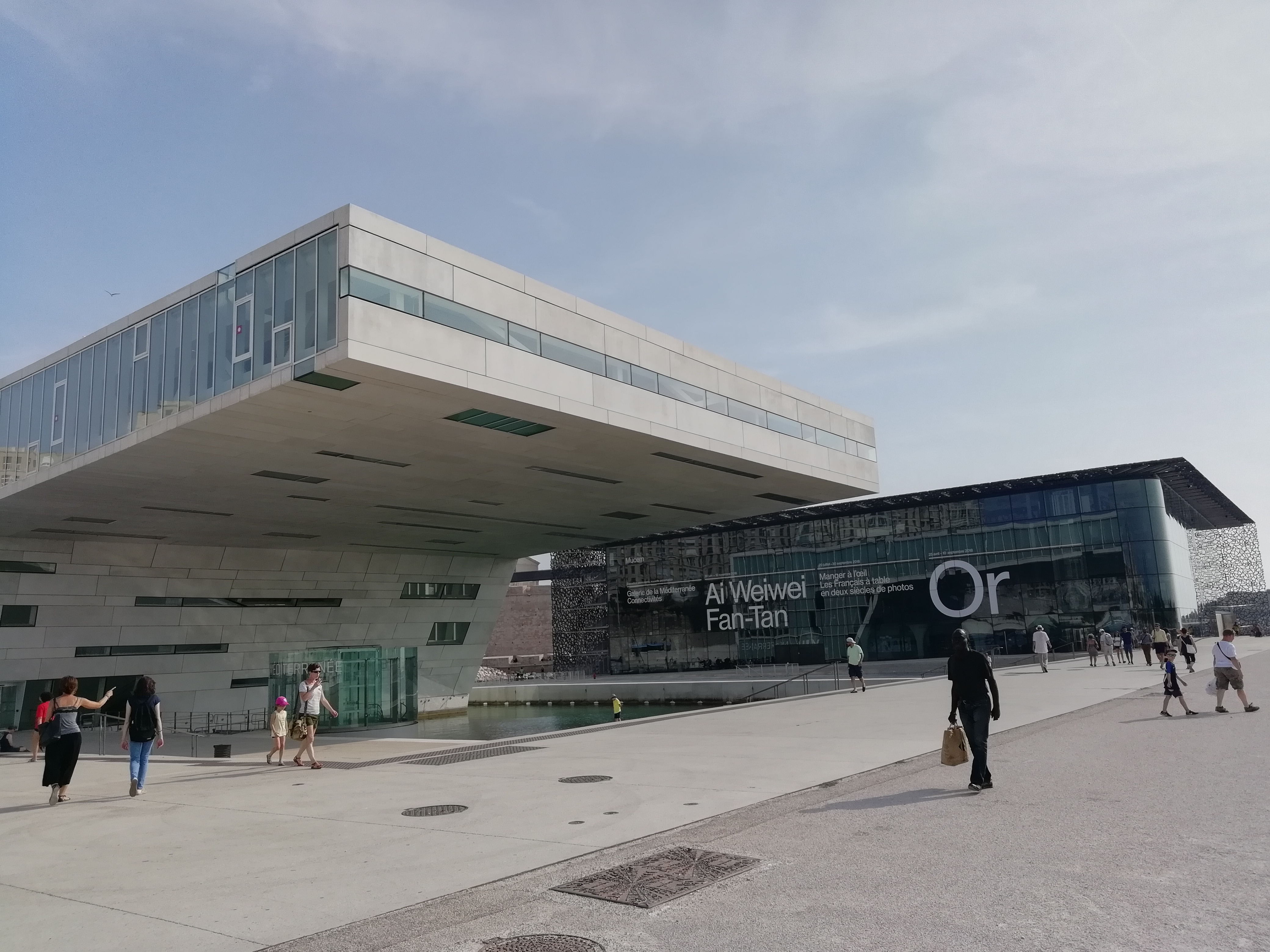